# Berlin Document Center

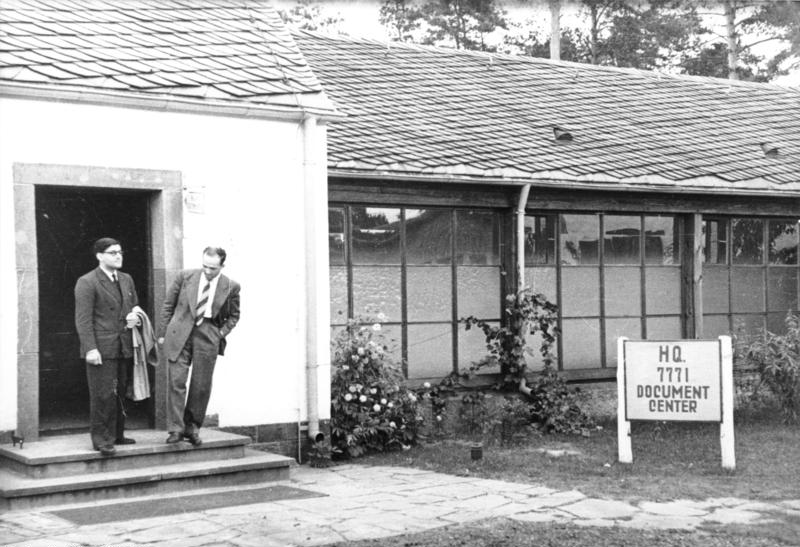
Berlin Document Center in Berlin-Zehlendorf (1947)

Das Berlin Document Center (BDC) wurde nach dem Ende des Zweiten Weltkrieges in Berlin errichtet, um zentral Unterlagen aus der Zeit des Nationalsozialismus zu sammeln, die zur Vorbereitung für die Nürnberger Prozesse gegen Kriegsverbrecher benötigt wurden. Bis 1994 stand das BDC unter US-amerikanischer Verwaltung und wurde dann vom Bundesarchiv übernommen. Mikroverfilmte Kopien wurden für die National Archives and Records Administration angefertigt, wo der Zugang ungehindert vom deutschen Datenschutz möglich ist. Das BDC befand sich am Ende des Wasserkäfersteigs, südöstlich der Krummen Lanke, in größtenteils unterirdischen Gebäuden einer ehemaligen Abhörstation des Reichsluftfahrtministeriums mit Bunkeranlage. Nach der Übernahme durch das Bundesarchiv wurde das BDC zunächst als Außenstelle Berlin-Zehlendorf weitergeführt, ehe die Unterlagen 1996 in der neuen Außenstelle Berlin-Lichterfelde mit den Beständen der Abteilung Deutsches Reich zusammengeführt wurden.
Das BDC war mit insgesamt über 20 Millionen Akten bis zur Übernahme durch das Bundesarchiv eines der größten Personenarchive in der Bundesrepublik Deutschland.

## Bestände
- zentrale Mitgliedskartei der NSDAP, 12,7 Millionen Karteikarten (80 Prozent)
- 60 Prozent der Personalakten der SS, etwa 600.000  personenbezogene Unterlagen (Akten und Karteien)
  - SSO-Akten: die SS-Offiziersakten (abgekürzt SSO), zu ca. 62.000 SS-Führern
  - SSEM-Akten: („SS Enlisted Men“), zu ca. 380.000 SS-Unterführern und einfachen SS-Angehörigen
  - sowie eine Sammlung mit Listen aus verschiedensten Provenienzen zu ca. 240.000 SS-Angehörigen
- 500.000 Akten aus dem Rasse- und Siedlungshauptamt der SS, darunter zahlreiche Personal-Fragebögen
- 1,5 Millionen Parteikorrespondenzen
- mehrere 100.000 Personalakten der SA, des NS-Lehrerbundes, des NS-Bundes Deutscher Techniker und weiterer NS-Organisationen
- Informationen über 2,5 Millionen volksdeutsche Einwanderer
- Akten der Reichskulturkammer, des Volksgerichtshofes und von Gestapo-Dienststellen

Unter bestimmten Voraussetzungen und bei entsprechender Legitimation können diese Unterlagen eingesehen werden.

## Auffinden der NSDAP-Zentralkartei
Michel Thomas, der als Mitglied des Counter Intelligence Corps der 45. Infanterie-Division an der Befreiung des Konzentrationslagers Dachau teilgenommen hatte, entdeckte am 20. Mai 1945 in der Papierfabrik Josef Wirth in München-Freimann 68 Tonnen Mitglieder-Karten der NSDAP-Zentralkartei, die dort eingestampft werden sollte. Hans Huber, der Geschäftsführer der Papiermühle, verzögerte jedoch die Vernichtung. Die Kartei wurde dem US-Stadtkommandanten in München gemeldet und im Januar 1946 einschließlich der originalen Möbel ins Berlin Document Center gebracht.